# Mađarska grkokatolička Crkva
Mađarska grkokatolička Crkva (mađ.: Magyar görögkatolikus egyház) je Katolička Crkva prema bizantskom crkvenom obredu, direktno odgovorna Svetom ocu u Vatikanu. L'Osservatore Romano iz 2015. izvještava kako rumunjska grkokatolička Crkva broji 261,100 vjernika, 187 župa i 255 svećenika.

## Povijest
Mađarska je grkokatolici su izvorno koncentrirani u današnjoj sjeveroistočnoj Mađarskoj. Ova regija je povijesno bila naseljena kršćanima Rusinia i Rumunjima. Od 16. stoljeća jurisdikciju nad tim vjernicima vršio je grkokatolički vladika iz Munkačeva. Za vrijeme 17. stoljeća pred Turcima na područje Mađarske dolaze brojni Vlasi.
U 18. stoljeću na stotine tisuća Mađara prelaze iz protestantizma u grkokatoličanstvo što dovodi do razvitka mađarskog jezika u bogoslužju. Zbog velikog broja grkokatolika papa Pio X. osniva 8. lipnja 1912. samostalnu mađarsku biskupiju Hajdudorog sa 162 župe. 4. lipnja 1924. osnovan je i Apostolski egzarhat Miskolc na sjeveroistoku države gdje je liturgija na staroslavenskom jeziku. Dana 20. ožujka 2015. godine papa Franjo je uzdigao CRKvu na rang metropolitske Crkve.

## Struktura
Crkva ima samo jednu crkvenu pokrajinu, koji se sastoji od nadbiskupije i dvije sufraganske biskupije:
- Mađarski grkokatolička nadbiskupija Hajdúdorog 
  - Mađarska grkokatolička biskupija Miskolc
  - Mađarska grkokatolička biskupija Nyiregyhaza

Njezini biskupi su članovi biskupske konferencije Mađarske.